# Habsburg (település)
Habsburg (felső alemann nyelven: Hapschberg) község Svájcban, Aargau kantonban, az Aare folyó völgye fölött. 2018 végén 440 lakosa volt.
Fő nevezetessége a Habsburg-vár, ahonnan a Habsburg-család európai hódító útjára indult.
A várat 1020 körül építtette Radbot, Habsburg grófja. Bár a Habsburg-ház az 1400-as évektől már nem volt a svájci terület birtokosa, Habsburg oroszlános és aranymezős eredeti címere a Habsburg német-római császárok címere maradt. A község mai címere már a várat ábrázolja.
A vár körüli területet hosszú időre erdő borította be, amelyet csak 1500 körül tisztítottak meg.

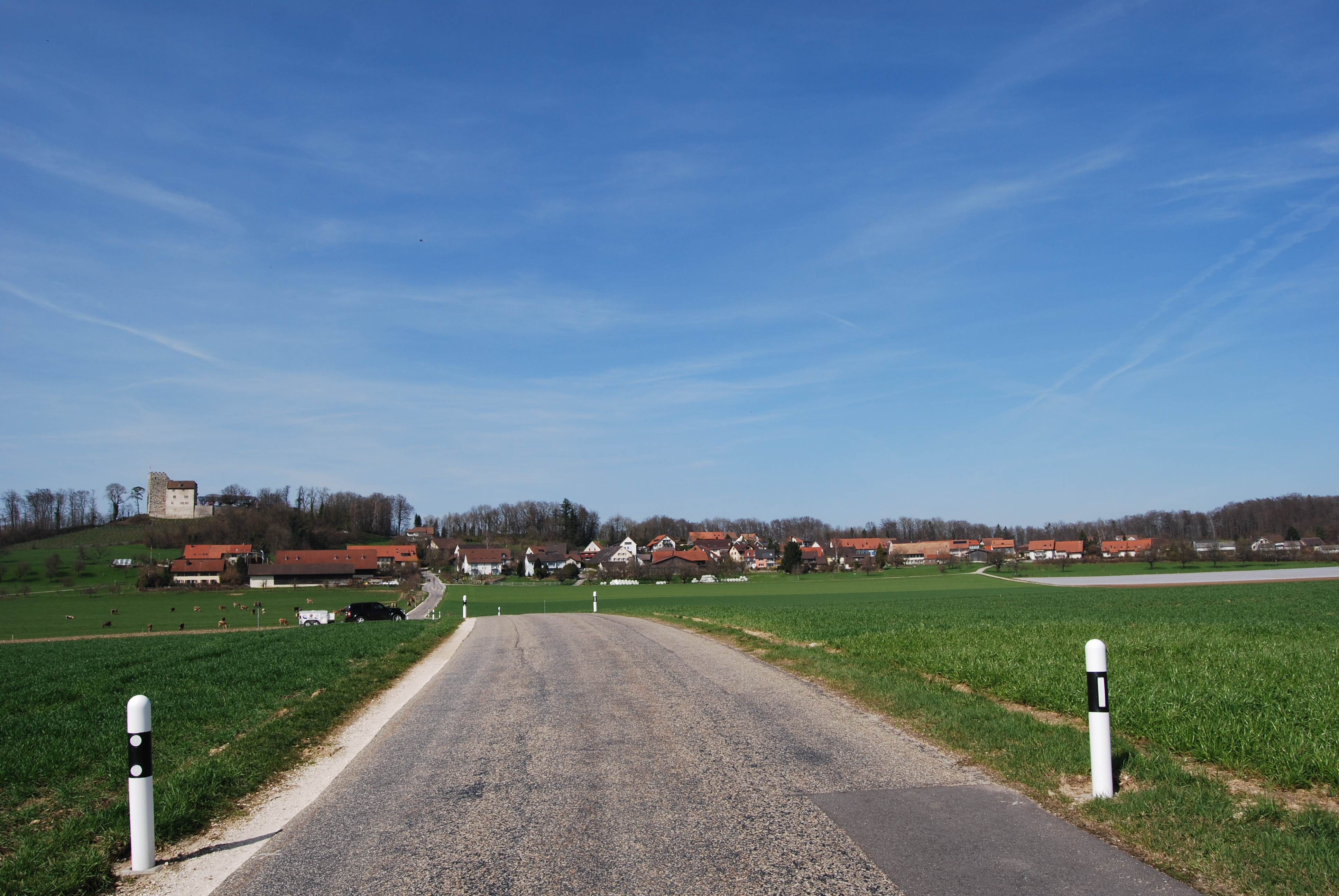
Habsburg

## Lakosság
399 fő a lakossága a településnek. A külföldiek száma 6,3%. A lakosság 59,8%-a református, 23,1%-a római katolikus. 96,7%-a német anyanyelvű, 1,4%-a olasz anyanyelvű, 1,1% francia anyanyelvű.